# بحيرة بانغونق
بحيرة بانغونق (Pangong Lake) أو بانغونق تسو (Pangong Tso) (بTibetan: སྤང་གོང་མཚོ
; اللغة الهندية: पांगोंग त्सो; (بالصينية: 班公错)) هي بحيرة داخلية في جبال الهملايا تقع على ارتفاع حوالي 4,350 م (14,270 قدم). يبلغ طولها 134 كـم (83 ميل) وتمتد من الهند إلى منطقة التبت ذاتية الحكم، الصين. يقع ما يقرب من 60% من طول البحيرة في منطقة التبت ذاتية الحكم. يبلغ عرض البحيرة عند أوسع نقطة 5 كـم (3.1 ميل). كل ذلك يغطي 604 كم2 604. خلال الشتاء تتجمد البحيرة تمامًا، على الرغم من كونها مياه مالحة. وهي ليست جزءًا من منطقة حوض نهر السند وجغرافيًاحوض نهر غير ساحلي منفصل.

## مزيد من القراءة
- SINO-INDIAN BORDER DEFENSES CHUSHUL AREA (CIA, 1963)